# 春風亭柳城
春風亭 柳城（しゅんぷうてい りゅうじょう、1973年6月15日 - ）は、落語芸術協会所属の落語家。本名∶鈴木 一正。

## 経歴
- 武南高等学校を経て、青山学院大学卒業。
- 1997年11月∶9代目春風亭小柳枝へ入門。前座名柳太。[1]
- 1998年3月∶前座になる[1]。
- 2002年3月∶二ツ目に昇進[1]。
- 2003年6月∶5代目春風亭柳好門下に移籍[1]。
- 2012年5月∶4代目春風亭愛橋、11代目柳亭芝楽、瀧川鯉橋、笑福亭里光とともに真打昇進[1]。柳城に改名。